# Caesalpinioideae
Le Cesalpinioidee (Caesalpinioideae DC.) sono una vasta sottofamiglia delle Fabacee (o Leguminose), comprendente circa 150 generi di alberi, arbusti e in piccola parte di erbe. Si caratterizza per il vessillo florale coperto dagli altri petali, quando il fiore è in boccio. La sottofamiglia annovera tra le sue specie Cercis siliquastrum (l'albero di Giuda), Ceratonia siliqua (il carrubo), Tamarindus indica (il tamarindo).

## Tassonomia
Questa sottofamiglia in passato era suddivisa in quattro tribù: Caesalpinieae, Cassieae, Cercideae e Detarieae.
Il raggruppamento così definito è risultato parafiletico; evidenze filogenetiche hanno portato all'inclusione nella sottofamiglia anche dei generi in precedenza inclusi nelle Mimosoideae (clade mimosoide), mentre le tribù Cercideae e Detarieae sono state elevate al rango di sottofamiglie a sé stanti.
In base a tale schema la sottofamiglia comprende attualmente 151 generi e circa 4400 specie:
- Abarema Pittier
- Acacia Mill.
- Acaciella Britton & Rose
- Acrocarpus Wight & Arn.
- Adenanthera L.
- Adenopodia C.Presl
- Afrocalliandra E.R.Souza & L.P.Queiroz
- Alantsilodendron Villiers
- Albizia Durazz.
- Amblygonocarpus Harms
- Anadenanthera Speg.
- Anonychium Schweinf.[2]
- Arapatiella Rizzini & A.Mattos
- Archidendron F.Muell.
- Archidendropsis I.C.Nielsen
- Arcoa Urb.
- Arquita E.Gagnon, G.P.Lewis & C.E.Hughes
- Aubrevillea Pellegr.
- Balizia Barneby & J.W.Grimes
- Balsamocarpon Clos
- Batesia Spruce ex Benth. & Hook.f.
- Biancaea Tod.
- Blanchetiodendron Barneby & J.W.Grimes
- Burkea Benth.
- Bussea Harms
- Caesalpinia L.
- Calliandra Benth.
- Calliandropsis H.M.Hern. & P.Guinet
- Calpocalyx Harms
- Campsiandra Benth.
- Cassia L.
- Cathormion Hassk.
- Cedrelinga Ducke
- Cenostigma Tul.
- Ceratonia L.
- Chamaecrista Moench
- Chidlowia Hoyle
- Chloroleucon (Benth.) Britton & Rose
- Cojoba Britton & Rose
- Colvillea Bojer ex Hook.
- Conzattia Rose
- Cordeauxia Hemsl.
- Coulteria Kunth
- Cylicodiscus Harms
- Delonix Raf.
- Denisophytum R.Vig.
- Desmanthus Willd.
- Dichrostachys (DC.) Wight & Arn.
- Dimorphandra Schott
- Dinizia Ducke
- Diptychandra Tul.
- Ebenopsis Britton & Rose
- Elephantorrhiza Benth.
- Entada Adans.
- Enterolobium Mart.
- Erythrophleum Afzel. ex R.Br.
- Erythrostemon Klotzsch
- Faidherbia A.Chev.
- Falcataria (I.C.Nielsen) Barneby & J.W.Grimes
- Fillaeopsis Harms
- Gagnebina Neck. ex DC.
- Gelrebia E.Gagnon & G.P.Lewis
- Gleditsia L.
- Guilandina L.
- Gymnocladus Lam.
- Haematoxylum L.
- Havardia Small
- Hererolandia E.Gagnon & G.P.Lewis
- Hesperalbizia Barneby & J.W.Grimes
- Heteroflorum M.Sousa
- Hoffmannseggia Cav.
- Hultholia E.Gagnon & G.P.Lewis
- Hydrochorea Barneby & J.W.Grimes
- Indopiptadenia Brenan
- Inga Mill.
- Jacqueshuberia Ducke
- Kanaloa Lorence & K.R.Wood
- Lemurodendron Villiers
- Lemuropisum H.Perrier
- Leucaena Benth.
- Leucochloron Barneby & J.W.Grimes
- Libidibia (DC.) Schltdl.
- Lophocarpinia Burkart
- Lysiloma Benth.
- Macrosamanea Britton & Rose ex Britton & Killip
- Mariosousa Seigler & Ebinger
- Melanoxylon Schott
- Mezoneuron Desf.
- Microlobius C.Presl
- Mimosa L.
- Mimozyganthus Burkart
- Moldenhawera Schrad.
- Mora Schomb. ex Benth.
- Moullava Adans.
- Neltuma Raf.[2]
- Neptunia Lour.
- Newtonia Baill.
- Pachyelasma Harms
- Painteria Britton & Rose
- Parapiptadenia Brenan
- Pararchidendron I.C.Nielsen
- Paraserianthes I.C.Nielsen
- Parkia R.Br.
- Parkinsonia L.
- Paubrasilia E.Gagnon, H.C.Lima & G.P.Lewis
- Peltophorum (Vogel) Benth.
- Pentaclethra Benth.
- Piptadenia Benth.
- Piptadeniastrum Brenan
- Piptadeniopsis Burkart
- Pithecellobium Mart.
- Pityrocarpa (Benth.) Britton & Rose
- Plathymenia Benth.
- Pomaria Cav.
- Prosopidastrum Burkart
- Prosopis L.
- Pseudopiptadenia Rauschert
- Pseudoprosopis Harms
- Pseudosamanea Harms
- Pterogyne Tul.
- Pterolobium R.Br. ex Wight & Arn.
- Recordoxylon Ducke
- Samanea (Benth.) Merr.
- Sanjappa E.R.Souza & M.V.Krishnaraj
- Schizolobium Vogel
- Schleinitzia Warb. ex Nevling & Niezgoda
- Senegalia Raf.
- Senna Mill.
- Serianthes Benth.
- Sphinga Barneby & J.W.Grimes
- Stachyothyrsus Harms
- Stenodrepanum Harms
- Strombocarpa (Benth.) Engelm. & A.Gray[2]
- Stryphnodendron Mart.
- Stuhlmannia Taub.
- Sympetalandra Stapf
- Tachigali Aubl.
- Tara Molina
- Tetrapleura Benth.
- Tetrapterocarpon Humbert
- Thailentadopsis Kosterm.
- Umtiza Sim
- Vachellia Wight & Arn.
- Viguieranthus Villiers
- Vouacapoua Aubl.
- Wallaceodendron Koord.
- Xerocladia Harv.
- Xylia Benth.
- Zapoteca H.M.Hern.
- Zuccagnia Cav.
- Zygia P.Browne.